# Kouassi-Kouassikro
Kouassi-Kouassikro är en underprefektur i Elfenbenskusten. Den ligger i departementet med samma namn, i den centrala delen av landet, 80 km nordost om huvudstaden Yamoussoukro.